# Pleumeur-Gautier
Pleumeur-Gautier település Franciaországban, Côtes-d’Armor megyében. Lakosainak száma 1186 fő (2022. január 1.). Pleumeur-Gautier Pleubian, Kerbors, Lanmodez, Lézardrieux, Pleudaniel, Trédarzec és La Roche-Jaudy községekkel határos.

## Népesség
A település népességének változása:
| Lakosok száma | 1391 | 1161 | 1171 | 1139 | 1227 | 1250 | 1217 | 1197 | 1189 | 1186 |
|               | 1968 | 1982 | 1990 | 2006 | 2013 | 2015 | 2017 | 2019 | 2020 | 2022 |